# Сидорова Анжеліка Олександрівна
Анжеліка Олександрівна Сидорова (рос. Анжелика Александровна Сидорова, нар. 28 червня 1991) — російська легкоатлетка, яка спеціалузіється в стрибках з жердиною, чемпіонка світу (2019), чемпіонка Європи (2014), багаторазова чемпіонка та призерка світових та континентальних першостей в приміщенні.
Чемпіонка Діамантової ліги сезону-2021 у стрибках з жердиною.

## Виступи на основних міжнародних змаганнях
| Рік                                   | Змагання                      | Місце проведення           | Місце            | Дисципліна         | Результат        | Примітки         |
| Виступи за Росія                      | Виступи за Росія              | Виступи за Росія           | Виступи за Росія | Виступи за Росія   | Виступи за Росія | Виступи за Росія |
| ------------------------------------- | ----------------------------- | -------------------------- | ---------------- | ------------------ | ---------------- | ---------------- |
| 2010                                  | Чемпіонат світу серед юніорів | Монктон, Канада            | 4                | стрибки з жердиною | 4.05 м           |                  |
| 2013                                  | Чемпіонат Європи в приміщенні | Гетеборг, Швеція           | 3                | стрибки з жердиною | 4.62 м           |                  |
| 2013                                  | Командний чемпіонат Європи    | Гейтсхед, Велика Британія  | 2                | стрибки з жердиною | 4.62 м           |                  |
| 2013                                  | Чемпіонат Європи серед молоді | Тампере, Фінляндія         | 2                | стрибки з жердиною | 4.60 м           |                  |
| 2014                                  | Чемпіонат світу в приміщенні  | Сопот, Польща              | 2                | стрибки з жердиною | 4.70 м           |                  |
| 2014                                  | Командний чемпіонат Європи    | Брауншвейг, Німеччина      | 1                | стрибки з жердиною | 4.65 м           |                  |
| 2014                                  | Чемпіонат Європи              | Цюрих, Швейцарія           | 1                | стрибки з жердиною | 4.65 м           |                  |
| 2015                                  | Чемпіонат Європи в приміщенні | Прага, Чехія               | 1                | стрибки з жердиною | 4.80 м           |                  |
| 2015                                  | Командний чемпіонат Європи    | Чебоксари, Росія           | 2                | стрибки з жердиною | 4.70 м           |                  |
| 2015                                  | Чемпіонат світу               | Пекін, Китай               | —                | стрибки з жердиною | NH               |                  |
| Виступи за Допущені нейтральні атлети |                               |                            |                  |                    |                  |                  |
| 2017                                  | Чемпіонат світу               | Лондон, Велика Британія    | —                | стрибки з жердиною | 1кв NH           |                  |
| 2018                                  | Чемпіонат світу в приміщенні  | Бірмінгем, Велика Британія | 2                | стрибки з жердиною | 4.90 м           |                  |
| 2018                                  | Чемпіонат Європи              | Берлін, Німеччина          | 4                | стрибки з жердиною | 4.70 м           |                  |
| 2019                                  | Чемпіонат Європи в приміщенні | Глазго, Велика Британія    | 1                | стрибки з жердиною | 4.85 м           |                  |
| 2019                                  | Чемпіонат світу               | Доха, Катар                | 1                | стрибки з жердиною | 4.95 м           | [ 4 ]            |
| Виступи за Олімпійський комітет Росії |                               |                            |                  |                    |                  |                  |
| 2021                                  | Олімпійські ігри              | Токіо, Японія              | 2                | стрибки з жердиною | 4.85 м           |                  |
| Виступи за Європа                     |                               |                            |                  |                    |                  |                  |
| 2018                                  | Континентальний кубок         | Острава, Чехія             | 1                | стрибки з жердиною | 4.85 м           | CR               |
| 2019                                  | Матчева зустріч Європа-США    | Мінськ, Білорусь           | 1                | стрибки з жердиною | 4.85 м           |                  |